# 히가시노정
히가시노정(東野町)은 히로시마현 도요타군에 존재했던 정이다. 정역은 오사키카미시마의 북부를 차지하고 있었다. 2003년 4월 1일, 도요타군 히가시노정, 오사키정, 기노에정이 오사키카미지마정으로 합병(신설합병)하며 소멸되었다.

## 역사
- 1889년 4월 1일 - 정촌제 시행에 의해 도요타군 히가시노촌이 성립하였다.
- 1964년 4월 1일 - 정으로 승격해 도요타군 히가시노정이 되었다.
- 2003년 4월 1일 - 도요타군 오사키정, 기노에정과  합병(신설합병)해 도요타군 오사키카미지마정이 되어, 소멸하였다.